# Ayenbite of Inwyt
Ayenbite of Inwyt, em português Remorso de Consciência, é uma obra em prosa confessional escrito no dialeto Kentish do Inglês Médio. Como uma interpretação literal de um original francês por um "tradutor muito incompetente" (Thomson 1908), é geralmente considerado mais valioso como um registro da pronúncia Kentish em meados do século XIV do que como uma obra de literatura.

### Edição
- Morris, Richard, ed, revisto por Gradon, Pamela (1965). De Dan Michel, Ayenbite of Inwyt or Remorse of Conscience. EETS O.S. 23. Oxford University Press.

## Criticismo
- Freeborn, Dennis (1992). From Old English to Standard English. London: Macmillan.
- Gradon, Pamela (1979). Dan Michel's Ayenbite of Inwyt or Remorse of Conscience, volume 2 (introdução e comentário). EETS O.S. 278. Oxford University Press.
- Thomson, Clara L. (1908). 'Later Transition English: Legendaries and Chroniclers', in Ward, A.W., and Waller, A.R., eds. The Cambridge History of English Literature, vol. I From the Beginnings to the Cycles of Romance. Cambridge University Press.
- Treharne, Elaine, ed (2000). Old and Middle English: An Anthology. Oxford: Blackwell.